# Taleguilla

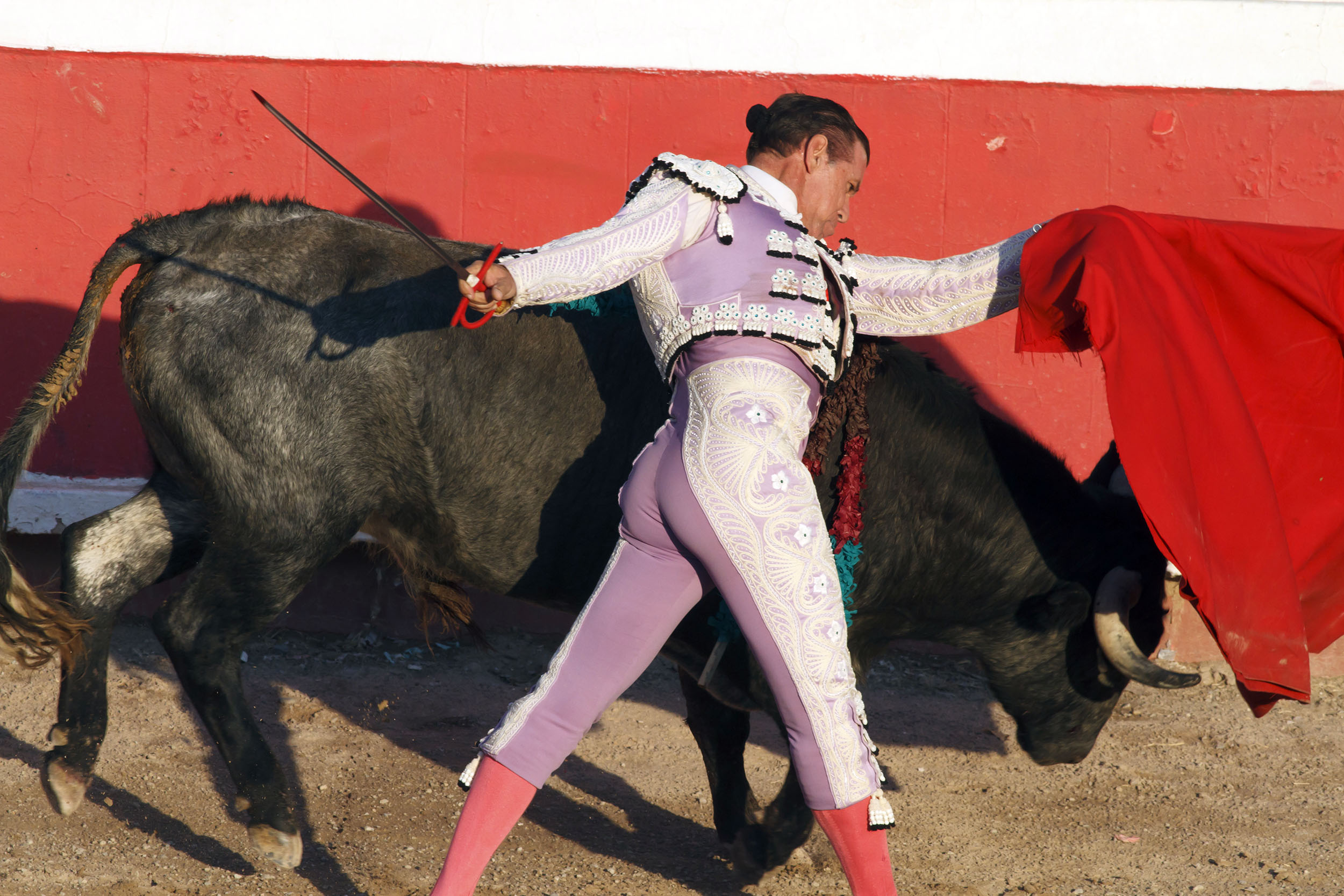
Torero con taleguilla

La taleguilla es el calzón que forma parte del traje usado en la lidia por los toreros. 
Se confeccionaba en ante hasta el siglo XVII, pero a partir de entonces se elabora con seda y se adorna con oro (para matadores, novilleros y picadores) y plata (para banderilleros).